# マヌエレ・ブラージ
マヌエレ・ブラージ（Manuele Blasi, 1980年8月17日 - ）は、イタリア・チヴィタヴェッキア出身の元同国代表サッカー選手、現サッカー指導者。現役時代のポジションはMF。

## 経歴
フランチェスコ・トッティなど数多くの実力者を輩出したASローマのプリマヴェーラ出身。16歳でトップチームに昇格するも、経験を積むためセリエBのUSレッチェにレンタル移籍する。ここで12試合に出場し、1999年にローマに戻る。しかし、当時のローマの中盤は選手層が厚く、なかなか出場機会は巡ってこなかった。1999-00シーズンに中田英寿との交換要員としてACペルージャへ移籍。正式加入は翌シーズンからであり、2000年1月22日のピアチェンツァ・カルチョ戦でセリエAデビューを果たした。ペルージャでは監督のセルセ・コズミからの信頼を得て、不動のレギュラーとして活躍。クラブの3シーズン連続となるセリエA残留に貢献する。
2002年にユヴェントスFCと契約を結ぶ。2002-03シーズンはそのままペルージャに、翌シーズンはACパルマにそれぞれレンタルされた。パルマでは第2節の古巣ペルージャとの試合後のドーピング検査で陽性反応を示し長期出場停止に処せられ、このシーズンは12試合の出場に留まった。しかし、保有権を持つユヴェントスへ復帰した翌2004-05シーズンは守備面において大きく進歩し、このシーズンのスクデット奪還に貢献した。パトリック・ヴィエラが加入した翌2005-06シーズンはジョナタン・ゼビナの故障もあって右サイドバックにコンバートされたが、ファビオ・カペッロ監督を満足させることはできず控えに甘んじた。2006-07シーズンはレンタル移籍でACFフィオレンティーナへ加入したが出場機会に恵まれず、2007-08シーズンからユヴェントスと保有権を半分ずつ持つ形でSSCナポリに移籍、2シーズンにわたりレギュラーとしてプレーした。
2009-10シーズンはUSチッタ・ディ・パレルモにレンタル移籍した。翌シーズンはナポリに復帰。2011年より完全移籍の形でパルマで再びプレーし、2012年1月にはUSレッチェへ移籍した。
2015年8月17日、マルコ・マテラッツィが監督を務めるISLのチェンナイインFCに加入した。
2016年2月2日、レガ・プロのSSイスキア・イゾラヴェルデへ加入し母国へ復帰。しかし翌月22日にクラブとの契約を解除した。
同年7月26日、再びチェンナイインと契約を締結した。
2017年9月12日、ASDコンパニア・ポルトゥアーレ・チヴィタヴェッキア2005の指揮官に就任した。

## タイトル
チェンナイイン
- インディアン・スーパーリーグ : 2015